# Mongkhon

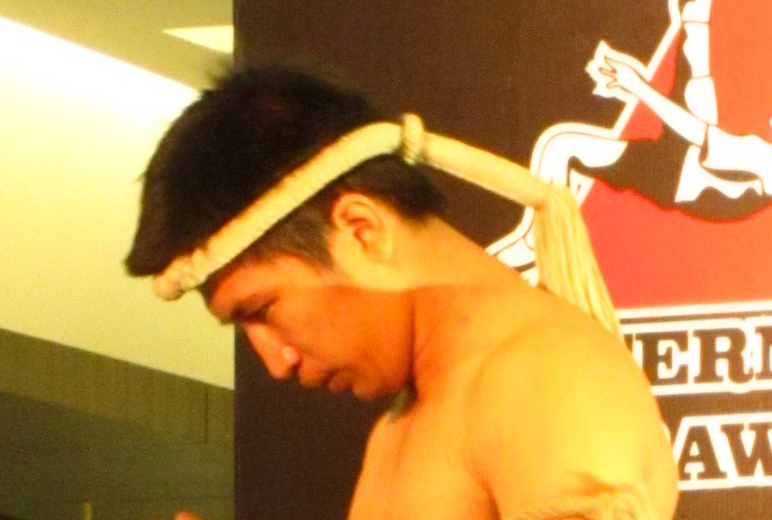
Competidor de muay thai con un mongkhon.

Un mongkon (en tailandés: มงคล) es un tocado tradicional de cuerda usado por los practicantes del muay thai de Tailandia. Los luchadores reciben el mongkhon de manos de su entrenador cuando éste cree que el estudiante ha obtenido suficiente experiencia. Se cree que llevarlo da suerte a su portador, y requiere un manejo especial para no perder sus propiedades sagradas: sólo debe ser tocado por su dueño y por el maestro de éste, y no debe caer al suelo o tocar la tierra, ya que en ese caso quedaría profanado. Así mismo, sólo se lleva puesto durante la oración o el baile ritual conocido como Wai Kru Ram Muay.
El mongkhon es una característica puramente tailandesa, y no se utiliza ni siquiera en países con tradiciones similares al muay thai como Camboya o Burma, donde el pradal serey y el lethwei son a veces estilísticamente indistinguibles de él.
- Datos: Q1138098
- Multimedia: Mongkhon / Q1138098